# Олексіївка (Берестинський район)
Олексі́ївка —  село в Україні, у Берестинському районі Харківської області. Населення становить 38 осіб. Орган місцевого самоврядування — Лигівська сільська рада.
Після ліквідації Сахновщинського району 19 липня 2020 року село увійшло до Красноградського (Берестинського) району.

## Географія
Село Олексіївка знаходиться на лівому березі річки 
Оріль, вище за течією примикає село Лигівка, нижче за течією на відстані 2 км розташоване село Миколаївка. Поруч проходить автомобільна дорога Т 2110.

## Історія
- 1875 - дата заснування.